# Gözleme

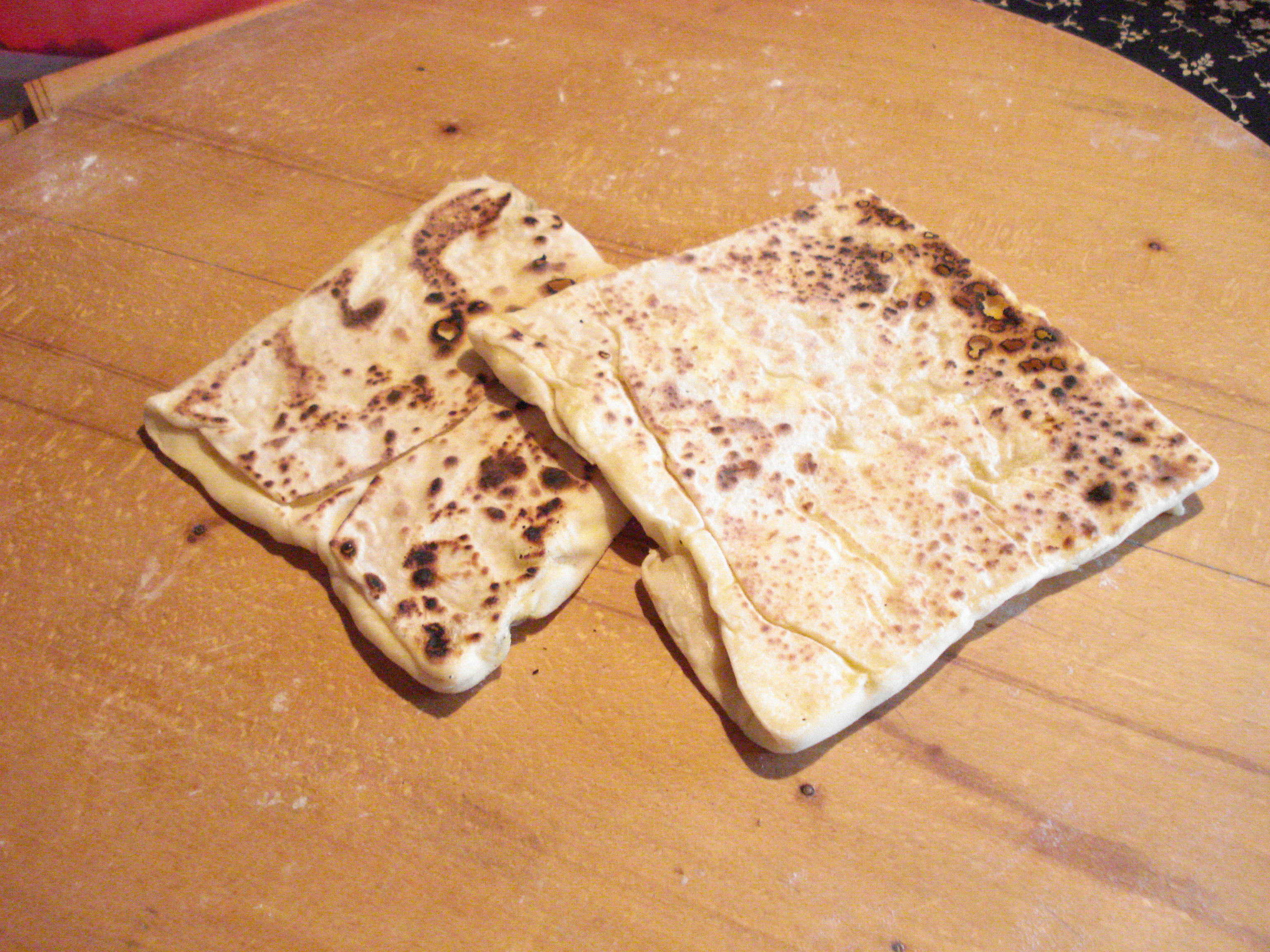
Gözleme de la cuisine turque.

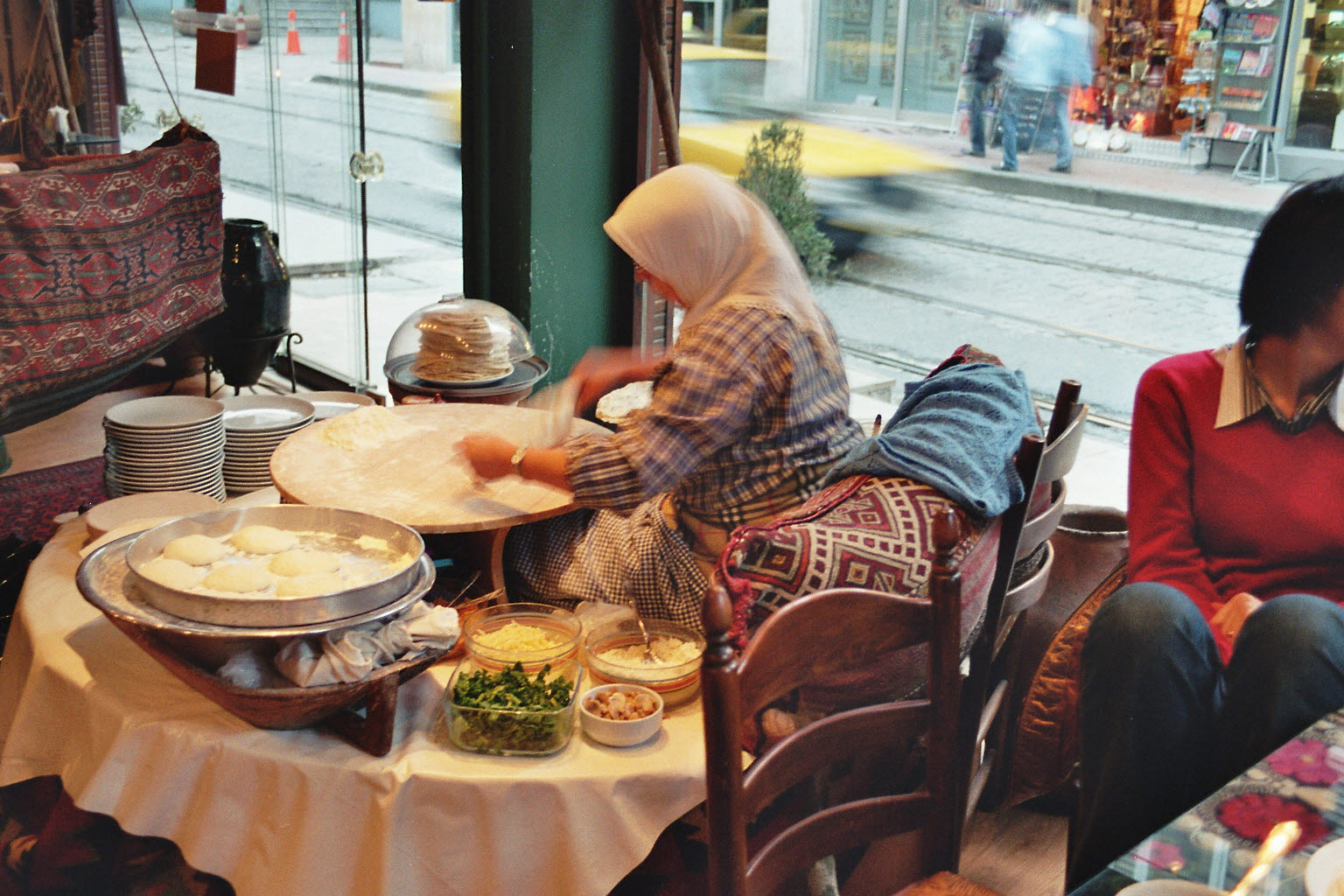
Considérée comme pittoresque, la confection est rendue visible dans certains restaurants à clientèle touristique.

Le gözleme (prononcé [gœz.lɛ.mɛ]) est une spécialité turque qui prend la forme d'une crêpe constituée de pâte phyllo (ou yufka), pouvant être farcie de viande hachée, de légumes tels que pommes de terre, épinards, de fromage ou d'œuf.

## Préparation
Les principaux ingrédients pour la pâte du gözleme sont de la farine, de l'eau et du sel. La pâte est ensuite garnie de viande hachée, de légumes tels que pommes de terre, épinards, d’œufs ou encore de fromage. Le gözleme se cuit traditionnellement sur une tôle bombée (le sac) posée sur un feu, ou directement dans une poêle
Le mot gözleme, vient du turc ancien « surveillance », en raison de l'attention constante que requiert la préparation.

## Étymologie
Le mot gözleme est dérivé du mot turc közleme, qui signifie « griller/cuire sur les braises ». Ce mot remonte au mot turc köz qui signifie « braise ». L'alphabet turc ottoman ne faisait pas de distinction entre les sons k et g, de sorte que l'on ne sait pas exactement quand le changement consonantique de köz à göz s'est produit. La plus ancienne mention du mot dans une langue turque remonte à 1477. Il est attesté pour la première fois dans le dictionnaire persan-turc Lügat-i Halîmî [tr] et figure également dans le Seyahatnâme d'Evliya Çelebi.